# Pričal (modul ISS)

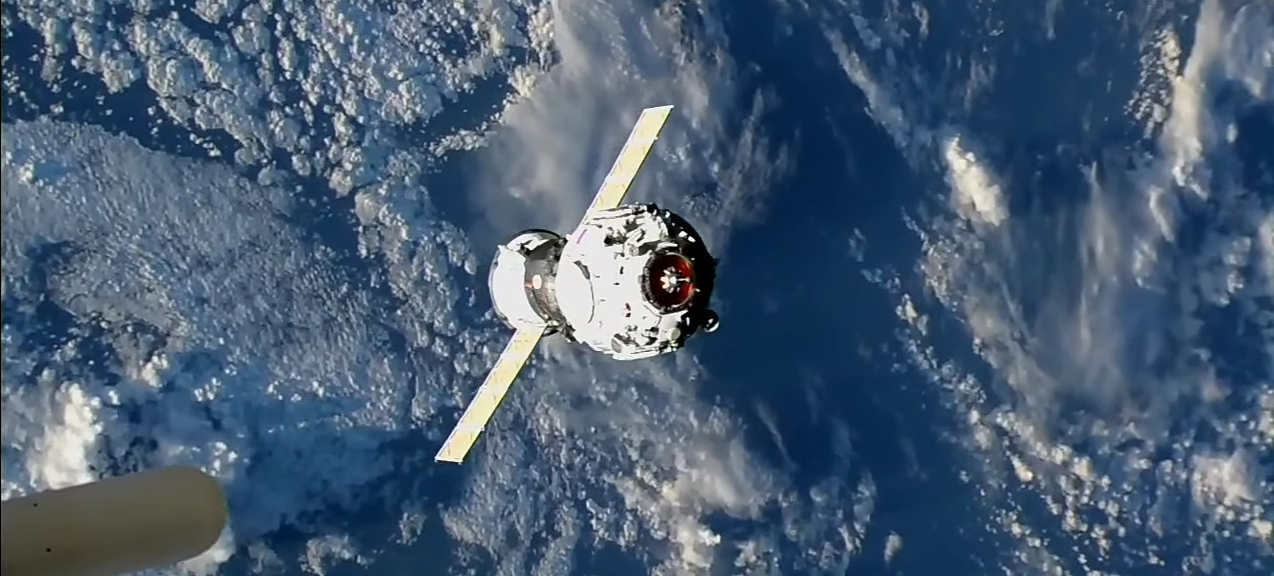
Pričal s Progressem M-UM přilétá k ISS

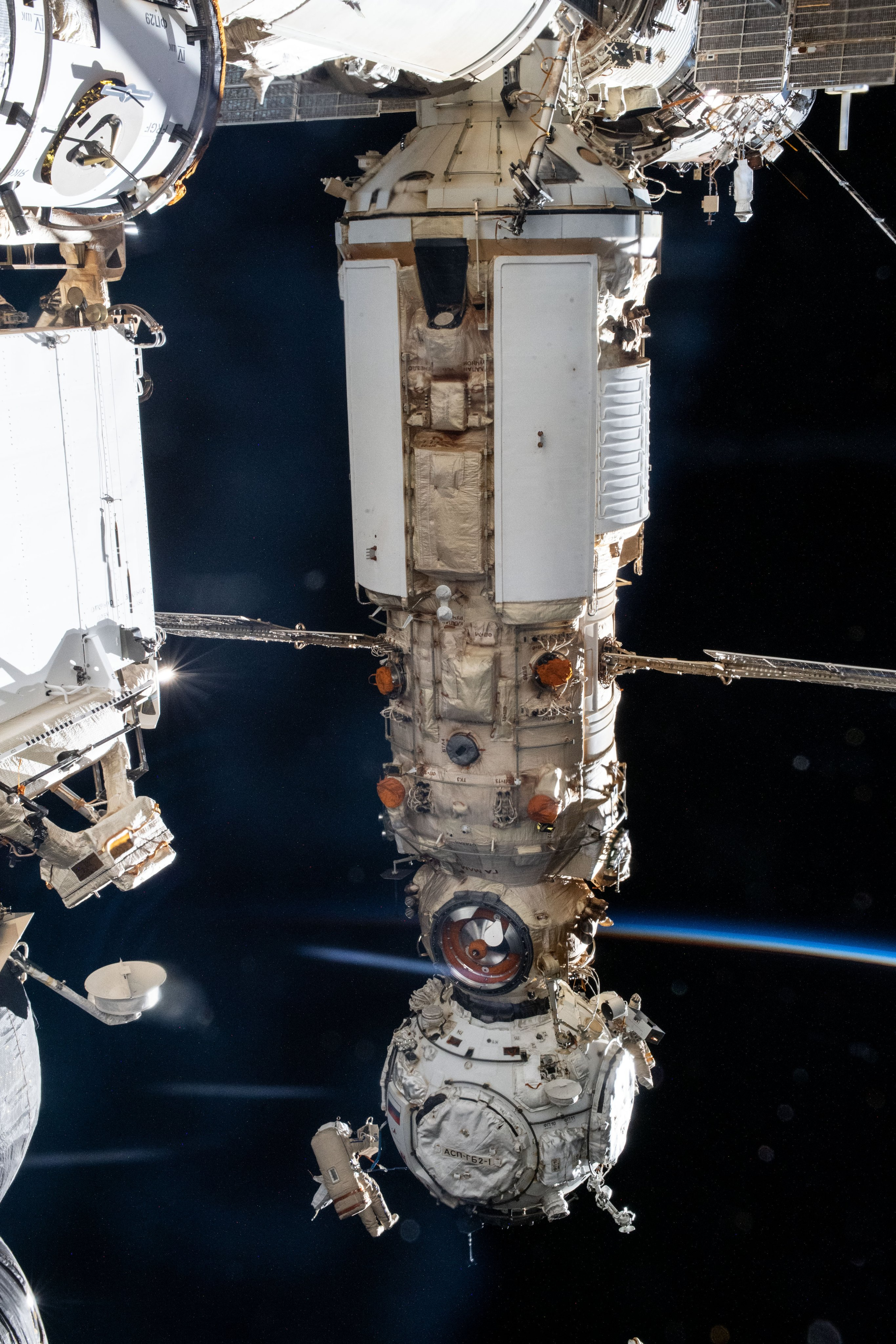
Moduly Nauka a Pričal (větší kulovitý objekt na spodní části sestavy, na nichž pracují dva kosmonauti ve skafandrech) během výstupu do volného prostoru 19. ledna 2022.

Pričal (rusky Прича́л; doslovně Molo), dříve označovaný také jako Uzlovoj Modul nebo UM (rusky Узловой Модуль), je modul ruského segmentu Mezinárodní vesmírné stanice (ISS). Do vesmíru byl vynesen 24. listopadu 2021, k ISS se připojil o dva dny později.

## Historie
Kvůli finančním problémům v prvních letech nového tisíciletí byl Roskosmos přinucen ke změně návrhu ruského segmentu na Mezinárodní vesmírné stanici. Z několika návrhů řešení byl vybrán modul Pričal, který vzešel z projektu Uzlovoj Modul hlavního ruského výrobce v kosmickém průmyslu RKK Eněrgija.
Modul Pričal se stal šestým funkčním modulem ruského segmentu ISS (vedle dříve vypuštěných modulů Zarja, Zvezda, Poisk, Rassvet a Nauka), ale již sedmým vypuštěným (třetí v původním pořadí, modul Pirs, byl v roce 2021 od stanice odpojen, aby uvolnil místo modulu Nauka).

## Popis modulu

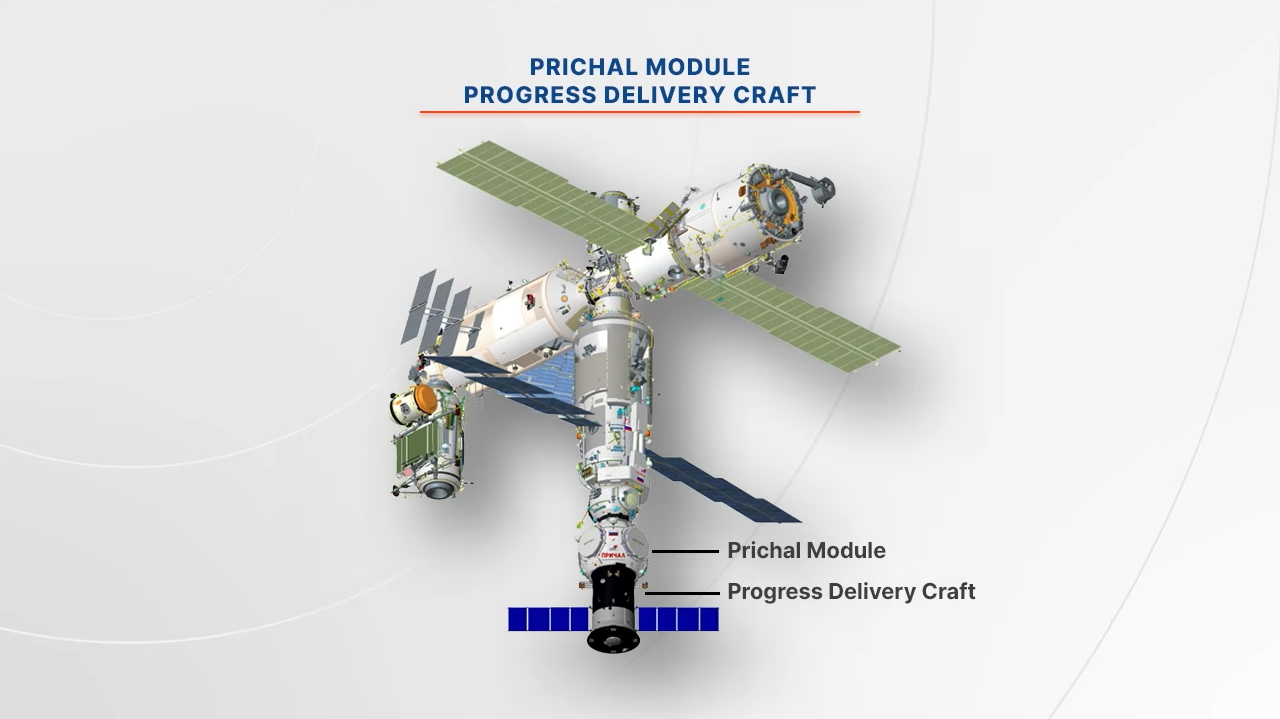
Vizualizace ruského segmentu po připojení modulu Pričal (zcela dole s pohonnou a přístrojovou sekcí lodi Progress M-UM.

Pričal je modul kulovitého tvaru o vnějším průměru 3,3 metru a objemu vnitřního hermetizovaného prostoru 19 m3, hmotnost prázdného modulu je 3 890 kg.
Je vybaven jedním aktivním a pěti pasivními dokovacími porty a bude sloužit jako jádro pro připojování dopravních kosmických lodí Sojuz, případně nových specializovaných modulů. Ruský segment ISS tak má místo dosavadních 4 (zadní port modulu Zvezda, horní port modulu Poisk, spodní port modulu Rassvet a spodní port modulu Nauka) celkem 8 portů (port modulu Nauka je nahrazen pěti porty modulu Pričal).
Modul byl k ISS dopraven letem upravené nákladní lodi pod označením Progress M-UM. Ta byla odvozena od přístrojové a pohonné sekce standardní lodi Progress a zajišťovala všechny funkce nezbytné pro doručení nákladu – v tomto případě modulu Pričal – k ISS. Progress M-UM tak byl konstrukčně podobný lodi Progress M-SO1, která v roce 2001 k ISS vynesla modul Pirs, a lodi Progress M-MIM2, která v roce 2009 na stanici dopravila modul Poisk. Navigační systémy a avionické vybavení Progressu M-UM ale byly převzaty z varianty Progress MS používané od roku 2015.

## Průběh letu
Start nosné rakety Sojuz 2.1b se sestavou lodi Progress M-UM a modulem Pričal se na kosmodromu Bajkonur odehrál 24. listopadu 2021 v 13:06:35 UTC. V modulu bylo uloženo zhruba 700 kg nákladu pro posádku, zejména potravin a vybavení pro palubní systémy ISS. Připojení Pričalu ke spodnímu portu modulu Nauka (Nauka nadir) proběhlo 26. listopadu v 15:19:39 UTC. Přístrojová a pohonná sekce Progress M-UM se pak od modulu Pričal oddělla 22. prosince 2021 v 23:03:00 UTC oddělila a o několik hodin později zanikla při řízeném vstupu do atmosféry Země.
Spojení modulů Nauka a Pričal bylo završeno výstupem do volného prostoru 19. ledna 2022. Kosmonauti Anton Škaplerov a Pjotr Dubrov oba moduly propojili napájecími i datovými kabely a nainstalovali na ně zábradlí, na Pričal navíc umístili televizní kameru, antény pro setkání a dokovací terče. Výstup byl zahájen otevřením průlezu ve 12:17 UTC a ukončen jeho uzavřením v 19:28 UTC, trval tedy 7 hodin a 11 minut.
První lodí, která k modulu zakotvila, byl Sojuz MS-21.

### Přehled lodí připojených k ISS přes modul Pričal
Port mířící k Zemi (Pričal nadir)
| loď         | připojena       | odpojena      | dní     |
| ----------- | --------------- | ------------- | ------- |
| Sojuz MS-21 | 18. března 2022 | 29. září 2022 | 195     |
| Sojuz MS-23 | 6. dubna 2023   | 27. září 2023 | 174     |
| Sojuz MS-25 | 25. března 2024 | 23. září 2024 | 182     |
| Sojuz MS-27 | 8. dubna 2025   |               | dosud 0 |

(Zeleně vyznačena současně připojená loď. Data odpovídají časům v UTC.)